# Ничего общего
«Ничего общего» (англ. Nothing in Common) — драматическая комедия режиссёра Гарри Маршалла. Мировая премьера состоялась 30 июля 1986 года.

## Сюжет
Успешный рекламный агент Дэвид (Том Хэнкс), продвигающийся по карьерной лестнице, становится свидетелем распадающегося брака своих родителей, с которыми уже давно не имеет ничего общего.

## В ролях
| Актёр             | Роль                         |
| ----------------- | ---------------------------- |
| Том Хэнкс         | Дэвид Баснер                 |
| Джеки Глисон      | Макс Баснер                  |
| Эва Мэри Сейнт    | Лоррейн Баснер               |
| Гектор Элизондо   | Чарли Гэргас                 |
| Барри Корбин      | Эндрю Вулридж                |
| Бесс Армстронг    | Донна Милдред Мартин         |
| Сила Уорд         | Черил Энн Уэйн               |
| Сэм Денофф        | Сэл Манкузо                  |
| Синди Харрел      | стюардесса Шелли             |
| Джон Капелос      | коммерческий директор Роджер |
| Энтони Старк      | Кэмерон                      |
| Дэн Кастелланета  | Брайан                       |
| Майк Хагерти      | Эрик                         |
| Кэйтлин Маршалл   | гид                          |
| Филип Бейкер Холл | владелец авиакомпании        |

## Отзывы
Фильм получил смешанные отзывы кинокритиков. На сайте Rotten Tomatoes у фильма 56 % положительных рецензий из 18. На Metacritic — 62 балла из 100 на основе 8 рецензий. Роджер Эберт оценил фильм в 2,5 звезды из 4-х.